# ۊ
ۊ حرف من الحروف الإضافية في الأبجدية العربية. يضاف هذا الحرف إلى الأبجدية العربية لترجمة بعض الأحرف الأجنبية ترجمة صوتية.
يتوفر هذا الحرف الصائت في اللهجة الكردية الجنوبية. هناك حرف متحرك آخر في اللهجة الكردية الجنوبية، ومعظم الكلمات التي تحتوي على "ئوو" في اللغة الكردية الشمالية والوسطى تصبح "ۊ" في اللغة الكردية الجنوبية. هذا الصوت موجود أيضًا في بعض اللهجات الكردية الشمالية. وبسبب غياب هذا الحرف الساكن في اللغة الكردية الوسطى، غالباً ما يتم تمثيل هذا الحرف بحرفين "وی". وفي الأبجدية الموحدة تم توفير حرف «Ù ù» لهذا الحرف المتحرك.

## الكتابة
| الموقع من الكلمة: | معزول | بدائي | وسطي | نهائي |
| ----------------- | ----- | ----- | ---- | ----- |
| شكل الحرف:        | ۊ     | ۊ     | ـۊ   | ـۊ    |